# Yūji Sakakura
Yūji Sakakura (jap. 阪倉裕二 Sakakura Yūji; ur. 7 czerwca 1967 w Yokkaichi) – japoński piłkarz, reprezentant kraju.

## Kariera klubowa
Od 1990 do 1997 roku występował w klubach: JEF United Ichihara, Nagoya Grampus Eight i Brummell Sendai.

## Kariera reprezentacyjna
W reprezentacji Japonii zadebiutował w 1990. W reprezentacji Japonii występował w latach 1990-1991. W sumie w reprezentacji wystąpił w 6 spotkaniach.

## Statystyki
| Reprezentacja Japonii | Reprezentacja Japonii | Reprezentacja Japonii |
| Rok                   | Mecze                 | Gole                  |
| --------------------- | --------------------- | --------------------- |
| 1990                  | 5                     | 0                     |
| 1991                  | 1                     | 0                     |
| Razem                 | 6                     | 0                     |

## Osiągnięcia
- Puchar Azji: 1992
- Puchar Cesarza: 1995